# Halfgalg

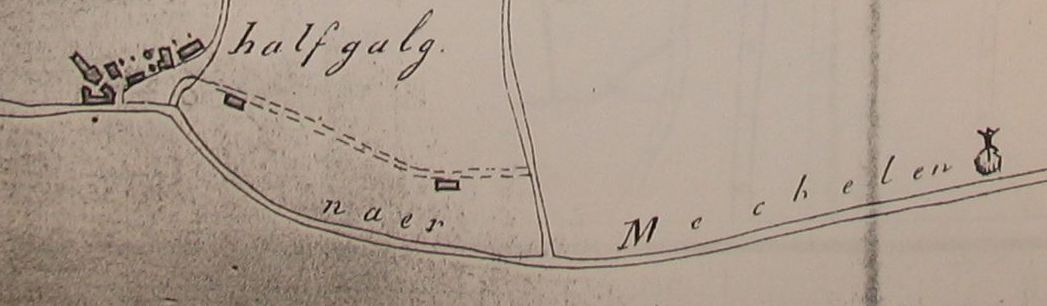
Halfgalg rond 1835

Halfgalg is een verdwenen wijk, gelokaliseerd in Mechelen-Zuid in België.
Langs de Brusselsesteenweg tussen Mechelen en Zemst bevindt zich het autokeuringscentrum. Aan de achterkant ervan ligt de Zemstbaan, ofwel het oude traject van de steenweg naar Brussel. 200 meter terug naar Mechelen kan men onder een korte tunnel rijden, dewelke uitkomt in het centrum van de eeuwenoude, maar verdwenen wijk Halfgalg.
Het enigszins ronde of ovale plein was gedurende eeuwen het centrum van een dertigtal, meestal kleine huizen, die op een eigenaardige manier, zeer dicht tegen elkaar gebouwd werden. Deze constructie was uniek in deze contreien en verdient enig diepgaand onderzoek. De originele huisjes zijn verdwenen na de Tweede Wereldoorlog.
Er bestond in 1776 ter plaatse ook een herberg genaamd "Halve Galge".
Niet ver van het vroegere Halfgalg bevindt zich de Halfgalgstraat, die aan het verleden van de wijk herinnert.